# 1999战记
1999战记是一种网络创作文体。该文体起源于2013年3月6日新浪微博公开账号“说给树洞”中的一条微博，该微博对00后称1999年发生一次陨石撞击地球并引发了外星人的侵略（1999年末世论），80后、90后一同抵抗外来入侵并拯救了世界，最后抹去了所有人的记忆。其后该文体走红并引发网友的二次创作。南京市公安局江宁分局官方微博第一时间出来辟谣称1999战记的内容为虚假，不过其后被网友调侃。
有人爆料称联合国官方微博也进行创作并发表视频，内容为1999年，联合国任命了首位外星大使，负责接待外星人。但据查证联合国官方微博中视频的内容与1999战记无关，而视频拍摄场景来自2010年12月15日联合国记者协会晚宴上的例行搞笑活动。